# WebDev
WebDev es una  herramienta CASE que permite crear sitios Web. Parecido a WinDev, fue editado por PC SOFT.
WebDev permite crear sitios Internet y sitios dinámicos, es decir enlazados a bases de datos.
Esta herramienta facilita además la migración de aplicaciones WinDev hacia sitios Internet o Intranet gracias a un código fuertemente compatible, así como a la lógica general del producto similar. WebDev puede también generar código PHP.
En WebDev encontramos en gran parte las características de WinDev.
WebDev soporta de manera integrada AJAX a partir de la versión 10.050.

## El Lenguaje WLanguage
WebDev utiliza el WLanguage de WinDev. El WLanguage es un lenguaje de programación con una sintaxis simple. El WLanguage permite la programación por procedimientos y la programación orientada a objetos.